# New Orleans Saints 1992
La stagione 1991 dei New Orleans Saints è stata la 26ª della franchigia nella National Football League. Guidata dalla sua difesa che concesse solamente 202 punti (il minimo di tutta la lega negli anni novanta), la squadra vinse la propria division con un record di 12-4, qualificandosi per i playoff per il terzo anno consecutivo.

## Scelte nel Draft 1992
| Scelte dei Saints nel Draft 1992 |        |                |                  |                      |
| Giro                             | Scelta | Giocatore      | Ruolo            | College              |
| 1                                | 21     | Vaughn Dunbar  | Running back     | Indiana              |
| 3                                | 72     | Tyrone Legette | Defensive back   | Nebraska             |
| 4                                | 95     | Gene McGuire   | Centro           | Notre Dame           |
| 4                                | 106    | Sean Lumpkin   | Defensive back   | Minnesota            |
| 5                                | 138    | Torrance Small | Wide receiver    | Alcorn State         |
| 6                                | 164    | Kary Vincent   | Defensive back   | Texas A&M            |
| 8                                | 218    | Robert Stewart | Defensive tackle | Alabama              |
| 9                                | 245    | Don Jones      | Linebacker       | Washington           |
| 10                               | 276    | Marcus Dowdell | Wide receiver    | Tennessee State      |
| 12                               | 330    | Scott Adell    | Offensive tackle | North Carolina State |

## Roster
| Roster dei New Orleans Saints nel 1990 |
| --- |
| Quarterback - 16 Mike Buck - 3 Bobby Hebert Running Back - 32 Vaughn Dunbar - 34 Craig Heyward FB - 21 Dalton Hilliard - 23 Buford Jordan FB - 25 Fred McAfee Wide Receiver - 80 Wesley Carroll - 86 Marcus Dowdell - 89 Quinn Early - 86 Louis Lipps - 84 Eric Martin - 86 Pat Newman - 83 Torrance Small - 88 Floyd Turner Tight End - 85 Hoby Brenner - 49 Tommie Stowers - 82 John Tice - 87 Frank Wainright Offensive Linemen - 67 Stan Brock T - 71 Richard Cooper T - 72 Jim Dombrowski G - 61 Joel Hilgenberg C - 68 Paul Jetton G/C - 60 Derek Kennard G - 70 Chris Port G/T - 65 Steve Trapilo G Defensive Linemen - 91 Robert Goff NT - 93 Wayne Martin DE - 69 Les Miller DE - 73 Frank Warren DE - 94 Jim Wilks NT Linebacker - 57 Rickey Jackson OLB - 53 Vaughan Johnson ILB - 51 Sam Mills ILB - 99 Joel Smeenge OLB - 56 Pat Swilling OLB - 97 Renaldo Turnbull OLB - 90 James Williams ILB - 92 DeMond Winston ILB Defensive Back - 28 Gene Atkins FS - 26 Vince Buck CB - 41 Toi Cook CB - 44 Antonio Gibson S - 27 Reggie Jones CB - 43 Tyrone Legette CB - 46 Sean Lumpkin S - 47 Cedric Mack CB - 39 Brett Maxie SS - 37 Jimmy Spencer CB - 29 Keith Taylor SS Special Team - 7 Morten Andersen K - 6 Tommy Barnhardt P |
| Legenda - I rookie sono in corsivo. - Il primo ruolo è il principale mentre gli eventuali successivi indicano i ruoli secondari. - (IR) sta per Injured Reserve ed indica la lista ristretta per un solo giocatore infortunato che può tornare ad allenarsi dopo la settimana 6 e a rientrare in prima squadra dopo che questa ha giocato 8 partite. - (NF-Inj.) / (NF-Ill.) stanno rispettivamente per Non-Football Injured e Non-Football Illness ed indicano le liste dove viene inserito un giocatore che ha un infortunio o una malattia non dipendente dal football americano. - (PUP) sta per Physically Unable to Perform ed indica la lista dove viene inserito un giocatore mentre è in attesa di recuperare la condizione fisica. Nella stagione regolare dopo la sesta partita giocata dalla propria squadra, il giocatore ha tempo tre settimane per riprendere ad allenarsi, più tre settimane aggiuntive dal suo rientro agli allenamenti per rientrare in prima squadra. |

## Calendario
| Stagione regolare |                         |                    |
| Turno             | Avversario              | Risultato          |
| 1                 | at Philadelphia Eagles  | S 15–13            |
| 2                 | Chicago Bears           | V 28–6             |
| 3                 | at Atlanta Falcons      | V 10–7             |
| 4                 | San Francisco 49ers     | S 16–10            |
| 5                 | at Detroit Lions        | V 13–7             |
| 6                 | Los Angeles Rams        | V 13–10            |
| 7                 | at Phoenix Cardinals    | V 30–21            |
| 8                 | Settimana di pausa      | Settimana di pausa |
| 9                 | Tampa Bay Buccaneers    | V 23–21            |
| 10                | at New England Patriots | V 31–14            |
| 11                | at San Francisco 49ers  | S 21–20            |
| 12                | Washington Redskins     | V 20–3             |
| 13                | Miami Dolphins          | V 24–13            |
| 14                | Atlanta Falcons         | V 22–14            |
| 15                | at Los Angeles Rams     | V 37–14            |
| 16                | Buffalo Bills           | S 20–16            |
| 17                | at New York Jets        | V 20–0             |

### Playoff
| Playoff   |                |                     |           |          |
| Turno     | Data           | Avversario          | Risultato | Pubblico |
| Wild card | 3 gennaio 1993 | Philadelphia Eagles | S 36–20   | 68.893   |

## Classifiche
| NFC West                |    |    |   |      |     |      |     |     |     |
|                         | V  | S  | P | %    | DIV | CONF | PF  | PS  | STR |
| (1) San Francisco 49ers | 14 | 2  | 0 | .875 | 6–0 | 11–1 | 431 | 236 | V8  |
| (4) New Orleans Saints  | 12 | 4  | 0 | .750 | 4–2 | 9–3  | 330 | 202 | V1  |
| Atlanta Falcons         | 6  | 10 | 0 | .375 | 1–5 | 4–8  | 327 | 414 | S2  |
| Los Angeles Rams        | 6  | 10 | 0 | .375 | 1–5 | 4–8  | 313 | 383 | V1  |